# Луай Чанко
Луай Чанко (швед. Louay Chanko, араб. لؤي شنكو, нар. 29 листопада 1979, Седертельє) — шведський футболіст ассирійського походження, який грав за збірну Сирії, нині півзахисник клубу «Сиріанска».
Насамперед відомий виступами за клуби «Сиріанска», «Юргорден» та «Ольборг», а також національну збірну Сирії.

## Клубна кар'єра
У дорослому футболі дебютував 1996 року виступами за команду клубу «Сиріанска», в якій провів чотири сезони, взявши участь у 18 матчах чемпіонату. 
Своєю грою за цю команду привернув увагу представників тренерського штабу клубу «Юргорден», до складу якого приєднався 2000 року. Відіграв за команду з Стокгольма наступні три сезони своєї ігрової кар'єри.
У 2003 році уклав контракт з клубом «Мальме», у складі якого провів наступні два роки своєї кар'єри гравця.  Більшість часу, проведеного у складі «Мальме», був основним гравцем команди. У складі «Мальме» був одним з головних бомбардирів команди, маючи середню результативність на рівні 0,37 голу за гру першості.
З 2005 року один сезон захищав кольори команди клубу АЕК. Граючи у складі клубу АЕК також здебільшого виходив на поле в основному складі команди.
Протягом 2006—2009 років захищав кольори команди клубу «Гаммарбю».
З 2009 року три сезони захищав кольори команди клубу «Ольборг».  Тренерським штабом нового клубу також розглядався як гравець «основи».
До складу клубу «Сиріанска» приєднався 2012 року. Наразі встиг відіграти за команду із Седертельє 39 матчів в національному чемпіонаті.

## Виступи за збірні
У 2008 року зіграв 1 матч у складі національної збірної Швеції. Пізніше виступав за збірну Сирії.

## Титули і досягнення
- Чемпіон Швеції (2):

Юргорден: 2002
Мальме: 2004
- Володар Кубка Швеції (1):

Юргорден: 2002